# Atomic Tom
Gli Atomic Tom sono un gruppo musicale rock costituito a New York nel 2008.

## Storia
Nel gennaio del 2010 il gruppo firma un contratto con la Universal.
Il gruppo acquista notorietà internazionale dopo aver suonato il loro singolo d'esordio "Take Me Out" con quattro iPhone nella Metropolitana di New York dal vivo.. La finta premessa del video è che i loro strumenti sono stati rubati e loro hanno improvvisato usando i loro iPhone. Il loro primo album a grande distribuzione, The Moment, ha debuttato su iTunes, Amazon, e tutti i negozi virtuali il 27 luglio del 2010. La copia fisica del disco è stata pubblicata nei negozi a partire dal novembre dello stesso anno. Nel 2005 il gruppo pubblica il primo EP dal titolo Anthems For The Disillusioned (Inni per i disillusi), il disco conteneva cinque tracce. Nel 2007 il gruppo pubblica il primo singolo You Always Get What You Want. Il singolo includeva un lato B dal titolo Play That Dirty Girl. Nel gennaio del 2011 il loro singolo Take Me Out raggiunge la ventiduesima posizione nella classifica Bubbling Under Hot 100. Nel febbraio del 2011 il gruppo registra un video nostalgia per il film Take Me Home Tonight insieme agli attori Topher Grace, Anna Faris e Teresa Palmer, il film è uscito nelle sale americane nel marzo dello stesso anno.

## Membri
- Luke White - (voce, chitarra)
- Eric Espiritu - (chitarra)
- Philip Galitzine - (basso)
- Tobias Smith - (batteria)

## Discografia

### Album
- Rarities and B-Sides (2008)
- The Moment (2010)

### Singoli
- "You Always Get What You Want" (2007)
- "Take Me Out" (2010)

### EPs
- Anthems for the Disillusioned (2005)